# .im
.im là tên miền quốc gia cấp cao nhất (ccTLD) của Chính quyền Đảo Man và được quản lý hàng ngày bởi Domicilium, một nhà cung cấp dịch vụ Internet ở nước ngoài.
Vào ngày 1 tháng 7, 2006, việc đăng ký.im trở nên rộng mở đối với bất kỳ ai trên thế giới, bao gồm tên miền 1, 2 hoặc 3 chữ cái dưới tên miền.im, cho phép khả năng lách tên miền.im. Tên miền trở nên phổ biến với những công ty cung cấp phần mềm tin nhắn nhanh với các tên đăng ký như Pidgin, Meebo, Coccinella và portalim Lưu trữ ngày 20 tháng 4 năm 2017 tại Wayback Machine. Sự phong phú của những tên ngắn gọn cũng khiến cho những người dùng cá nhân quan tâm đến tên miền này.
Hiện nay, việc đăng ký tên miền tốn £40,00 mỗi năm co tên miền 3 ký tự trở lên, mặc dù chúng có thể được mua rẻ hơn thông qua các nhà bán lẻ. Tên miền hạng sang với tên 2 ký tự được bán với giá £495,00, và tên miền một ký tự là £995,00.